# 水野遵
水野遵（1850年1月4日—1900年6月15日），幼名恂造，號大路，日本東海道尾張國（今愛知縣）人，臺灣總督府民政局長、貴族院議員。

## 生平
生於尾張的水野遵，其世族於幕府時代為武士。1870年，留學中國習得漢文，得其因緣，於1874年牡丹社事件擔任日漢文通譯（翻譯），之後著《征蕃私記》鼓吹征臺。1895年5月21日，受明治政府任命為公使，全權負責與李經方辦理交割台灣後續事宜，同時也兼任代民政局長。1896年4月1日，真除為民政局長。1897年，水野遵離職。
明治卅三年（1900年）6月14日明治天皇特旨陞敘「從三位勳二等」:30。次日，因腎臟病去世:30。葬於三橋町共同墓地。